# Кінець дороги
«Кінець дороги» (англ. End of the Road) — американський кримінальний трилер від режисерки Міллісент Шелтон. Фільм вийшов на стримінговій платформі «Netflix» 9 вересня 2022 року.

## Синопсис
Бренда, яка нещодавно стала вдовою, щосили намагається захистити свою сім'ю під час мандрівки, яка перетворилася на жах через вбивство й зникнення торби з грошима.

## Акторський склад та персонажі
| Актор              | Роль         |
| ------------------ | ------------ |
| Квін Латіфа        | Бренда       |
| Ludacris           | Реджі        |
| Міхала Лі          | Келлі Фрімен |
| Шон Діксон         | Кем          |
| Бо Бріджес         | Гаммерс      |
| Джессі Лукен       | Гарві Рак    |
| Тревіс Гаммер      | Худий        |
| Кіт Джардін        | Мейс         |
| Френсіс Лі МакКейн | Вал          |
| Табата Шон         | Шелбі        |
| Фуон Кубацьки      | касирка      |
| Емі Макензі        | Люсі         |
| Майка Макніл       | водій Д'юд   |
| Андреа Гуд         | туристка     |
| Тім Стаффорд       |              |
| Дж. Натан Сіммонс  |              |
| Ефрайн Вілла       |              |
| Джаспер Кін        |              |

## Український дубляж
- Альбіна Сотнікова — Бренда
- Юрій Хвостенко — Реджі
- Катерина Трубенок — Келлі
- Лук'ян Пузенко — Кем
- Орест Гарда — Гаммерс
- Сергій Попов — Рак
- Андрій Макаренко — Худий
- Олександр Норчук — Мейс
- Ірина Швайківська — Вел
- А також: Уляна Салій, Юліан Грицевич, Ярослав Кіргач

Фільм дубльовано студією «Postmodern» на замовлення компанії «Netflix» у 2022 році.
- Режисер дубляжу — Наталія Терещак
- Звукооператор — Маргарита Більченко
- Перекладач — Катерина Устинова
- Спеціалісти з адаптації — Катерина Устинова, Ганна Альзоба
- Спеціаліст зі зведення звуку — Богдан Єрьоменко
- Менеджер проєкту — Наталія Терещак